# ESO 137-001
ESO 137-001 is een balkspiraalstelsel dat zich bevindt in het sterrenbeeld Zuiderdriehoek en in de cluster Abell 3627. Terwijl het sterrenstelsel met 7 miljoen kilometer per uur naar het centrum van de cluster beweegt, wordt het gestript door heet gas, waardoor een 260.000 lichtjaar lange staart ontstaat. Dit wordt ram pressure stripping genoemd. Het intracluster gas in Abell 3627 is 100 miljoen graden Celsius, wat stervorming in de staarten veroorzaakt.

## Geschiedenis
Het sterrenstelsel werd in 2005 ontdekt door dr. Ming Sun.

## Het lot van het sterrenstelsel
Het wordt aangenomen dat het ontsnappen van gas een belangrijk effect heeft op de ontwikkeling van het stelsel: koud gas ontsnapt uit het stelsel, de vorming van nieuwe sterren in het stelsel wordt stopgezet en het uiterlijk van de binnenste spiraalarmen en uitstulpingen veranderen als gevolg van de effecten.

## Afbeeldingen

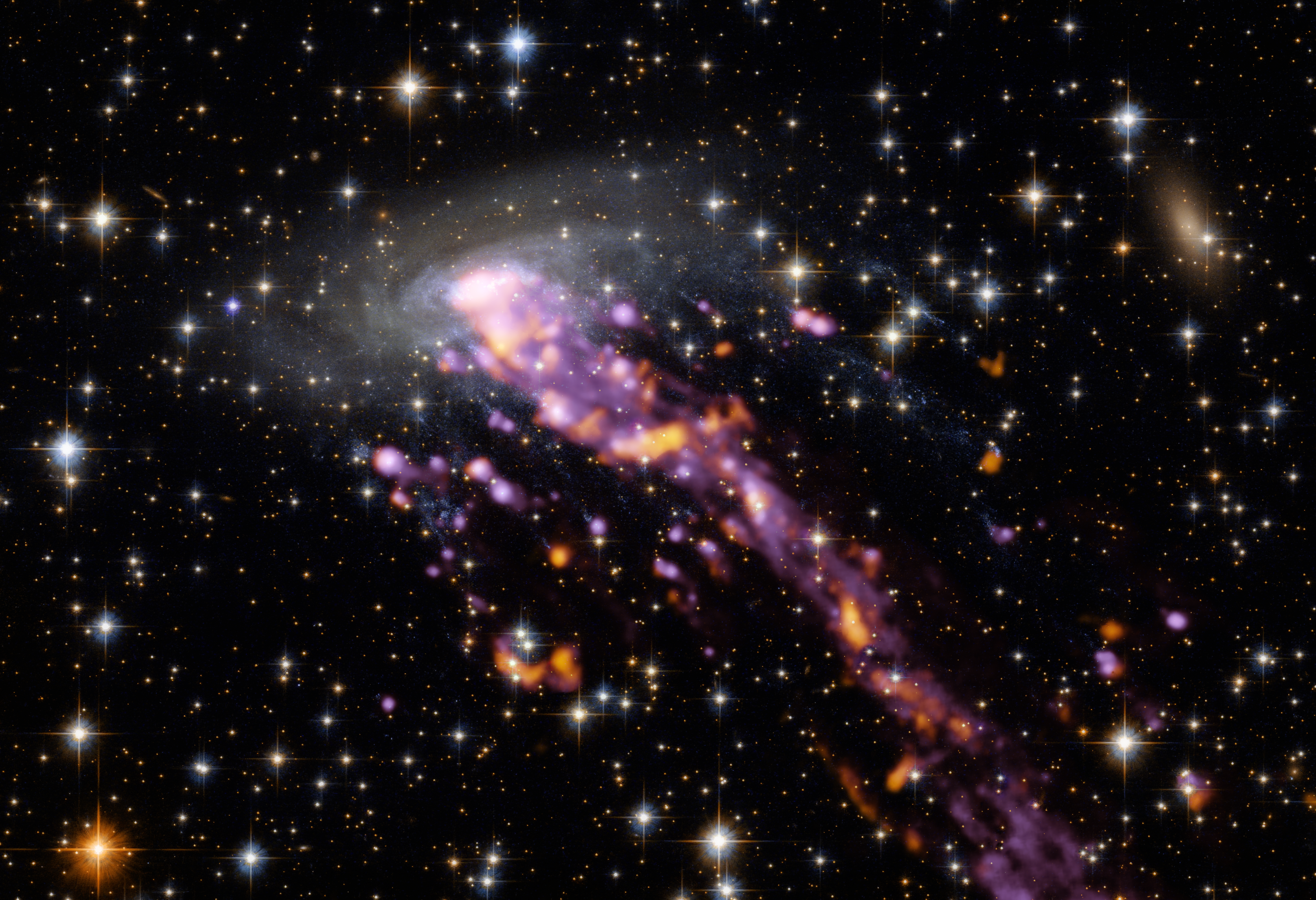
De ontsnappende gassen zijn oranje/paars.
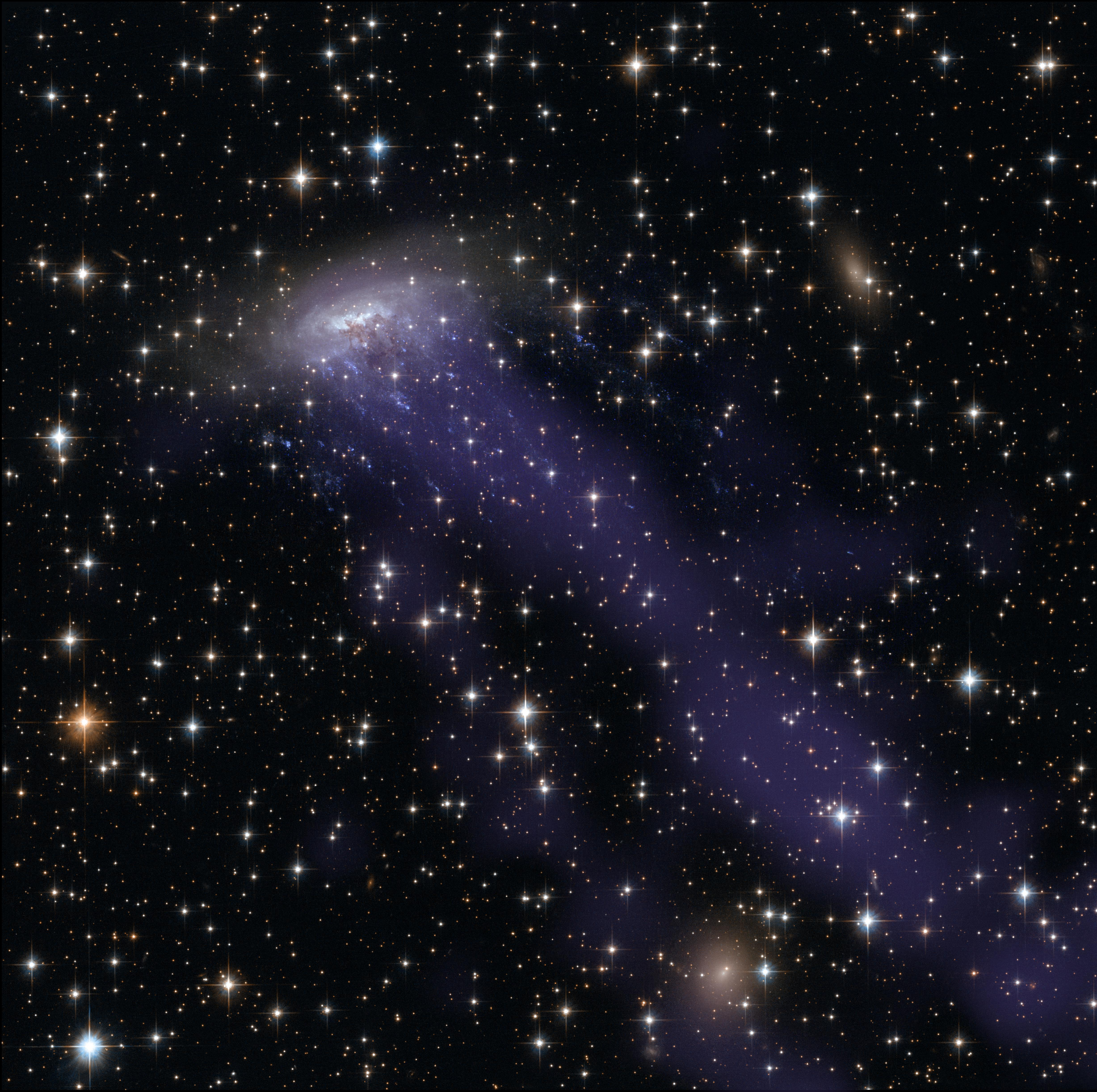
De ontsnappende gassen (blauw)
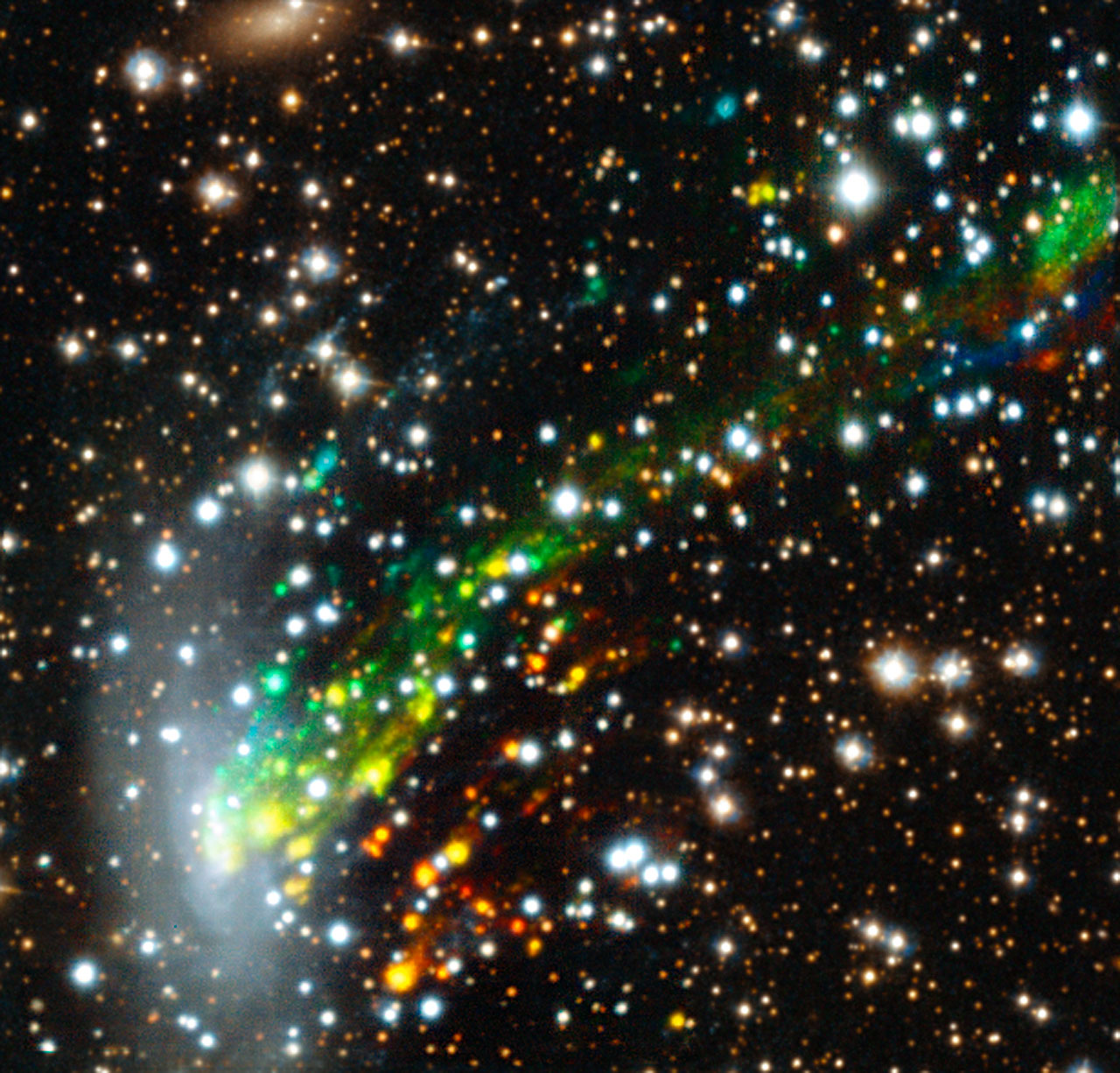